# クロスカントリー競走
クロスカントリー競走（クロスカントリーきょうそう、英語: cross country running）は、陸上競技の中距離走または長距離走の一種で、野原、草原、森林、丘陵など、自然の地形を利用したコースを走る競技、またはそのトレーニング。防衛大学校で断郊競技という名称で行われている8名で1組のチーム（分隊）をつくり、各個人は、作業服に半長靴、背のう、水筒など約10kgの装備を身につけておこなわれているものも、クロスカントリーの一種。陸上競技法(改訂、1928年)には、野口源三郎による「断郊競走」の項目があった。デジタル大辞泉にも、「断郊」の記事があり、「郊外の田野、森林などを横断すること。断郊競走」とある。「断郊」は、"cross country"の翻訳。

## コース

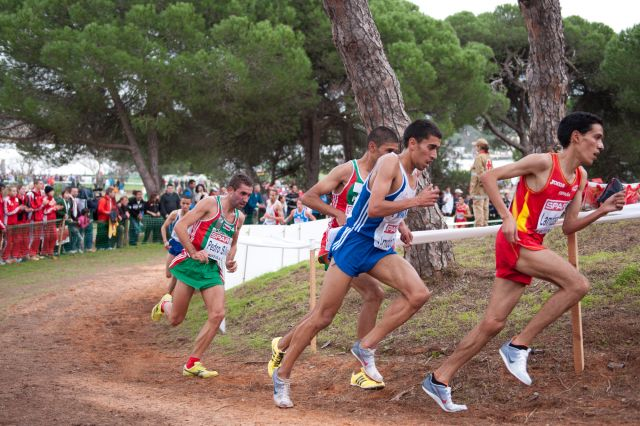
2010年ヨーロッパクロスカントリー選手権（ポルトガル）の選手

コースの地形は自然または人工物のどちらでも可能である。競技者にコースを明確に示し、また観客の侵入を防ぐために、両端にはテープやラインなどで簡易的な仕切りがされる。
国際大会の多くは周回コースで行われる。距離は大会によって様々である。例えば近年の世界クロスカントリー選手権大会では、シニアの部は男女とも10km、20歳以下の部は男子8km、女子6kmで行われている。
また、大会によってはリレー走も行われる。例えば世界クロスカントリー選手権大会では、2019年から男女混合リレーが4人×2kmの距離で行われている。

## 主要なクロスカントリー大会

### 日本国外
- 世界クロスカントリー選手権大会

### 日本国内
- 日本陸上競技選手権大会クロスカントリー競走（福岡県福岡市・国営海の中道海浜公園）
- 全日本びわ湖クロスカントリー大会・全国U17/U16/U15クロスカントリー大会[5]（滋賀県野洲市・滋賀県希望が丘文化公園）

なお、全国中学校駅伝大会（滋賀県希望が丘文化公園）もトラックを除きクロスカントリーコースで実施されている。